# نيهونيوم
نيهونيوم هو أحد العناصر الكيميائية الموجودة في الجدول الدوري وله الرمز الكيميائي Nh ورقم ذري 113. كان اسمه منذ اكتشافه حتى 28 نوفمبر 2016 أنون تريوم (تحت-الثاليوم)"Eka-Thalium") ورمزه المؤقت Uut، إلى أن أطلق الاتحاد الدولي للكيمياء البحتة والتطبيقية عليه اسم نيهونيوم، والكلمة مصدرها نيهون وهو اسم اليابان كما ينطق باللغة اليابانية.

## تاريخ النيهونيوم
تم اكتشاف كل من النيهونيوم والأنون بينتيوم في 1 فبراير عام 2004, عن طريق عالم روسي في دوبنا «معهد جوينت للأبحاث النووية», وعلماء أمريكان في «معمل لورانس ليفرمور القومي». ولا زال اكتشافهم ينتظر الموافقة عليه . وفي 28 سبتمبر عام 2004, قام فريق علماء ياباني بإعلان أنهم استطاعوا تصنيع العنصر.
 (Morita et al, تجارب لتصنيع العنصر 113 في تفاعل 209Bi(70Zn, n)278113, J. Phys. Soc. Jpn., Vol. 73, No.10. Also press release in Japanese)

## التسمية
الاسم أنون تريوم هو اسم مؤقت وبحسب طريقة الاتحاد الدولي للكيمياء البحتة والتطبيقية (IUPAC) لتسمية العناصر قياسيا. سُمي في يوم 9 يونيو 2016 بـ «نيهونيوم» نسبةً إلى البلاد المكتشفة له، وهي اليابان دولة مكتشف العنصر، وتم الاعتماد رسمياً في 28 نوفمبر 2016 من قبل الاتحاد الدولي للكيمياء البحتة والتطبيقية.

## وصلات خارجية
- عناصر شبكة المعلومات - نيهونيوم
- موقع- Apsidium - نيهونيوم